# Термомагнитная запись
Термомагнитная запись (также тепловая магнитная запись, магнитная запись с подогревом; англ. HAMR (heat-assisted magnetic recording)) — гибридная технология записи информации, комбинирующая магнитное чтение и магнитооптическую запись.
Применяется в передовых НЖМД большой ёмкости (16—32 Тб).
Технология позволяет достичь плотности записи в 2,32—7,75 Тбит/см² (по прогнозам, соответственно, компаний «Hitachi GST» и «Seagate»). Такая плотность приведёт к возможности размещения от 37 до 50 ТБ данных на 3,5-дюймовых жёстких дисках и 12 ТБ на 2,5-дюймовых (одного жёсткого диска объёмом в 37 ТБ будет достаточно, чтобы записать на него в несжатом виде все материалы Библиотеки Конгресса США).

## Описание технологии
Принцип работы устройств, использующих эту технологию, состоит в локальном нагревании лазером и перемагничивании в процессе записи поверхности пластин жёсткого диска. Нагрев поверхности снижает коэрцитивность материала поверхности, что позволяет значительно уменьшить размеры магнитной области, хранящей один бит информации, и увеличить стабильность хранения данных, избегая вредного влияния суперпарамагнитного эффекта. Нагрев выполняется с помощью лазера, который за 1 пс разогревает область записи до 100 °C.

## История
В компании Seagate работы по технологии HAMR с 1998 года ведёт подразделение Seagate Research. 
Компания Fujitsu также работает над собственной реализацией данной технологии.
В 2006 году компания HGST начала вкладывать ресурсы в технологии HAMR:

… в разработку материала носителя (он должен обладать стабильными характеристиками в течение длительного времени и множества циклов записи, быть достаточно дешёвым и технологичным, иметь определённые термодинамические и механические характеристики и т. д.) и интеграцию оптики в записывающую головку (а здесь нужно добиться стабильной фокусировки при изменении высоты полёта головки, решить проблемы теплоотвода, компенсации возрастающей массы головки, изменения её аэродинамических характеристик…).

По прогнозам, сделанным в 2006—2007 гг., первые модели жёстких дисков, использующих технологию HAMR, должны были появиться на рынке в 2010—2013 годах, чего, однако, не произошло. 
В 2008 году компания Seagate заявляла, что к 2020 году собирается производить 10—20-терабайтные модели. 
В мае 2012 года Seagate объявила о достижении в лабораторных условиях плотности записи в 155 ГБит/см², что сравнимо с плотностью обычной технологии записи.
В 2018 году, используя технологию HAMR, Seagate выпустила первый в мире жёсткий диск объёмом 16 ТБ, а в 2023 году начала коммерческие поставки HDD объемом 30 Тбайт и более.